# Millotsaphanidius
Millotsaphanidius är ett släkte av skalbaggar. Millotsaphanidius ingår i familjen långhorningar.
Kladogram enligt Catalogue of Life:
| Millotsaphanidius | \| \| Millotsaphanidius costatus \| \| \| \| \| \| Millotsaphanidius sublaevicollis \| \| \| \| |
|                   | \| \| Millotsaphanidius costatus \| \| \| \| \| \| Millotsaphanidius sublaevicollis \| \| \| \| |
|                   | Millotsaphanidius costatus                                                                      |
|                   |                                                                                                 |
|                   | Millotsaphanidius sublaevicollis                                                                |
|                   |                                                                                                 |